# Heinrich Scheidemann
Heinrich Scheidemann (anche: Henricus Scheidemann) (Wöhrden, 1596 circa – Amburgo, 1663) è stato un compositore, organista e insegnante di musica tedesco.

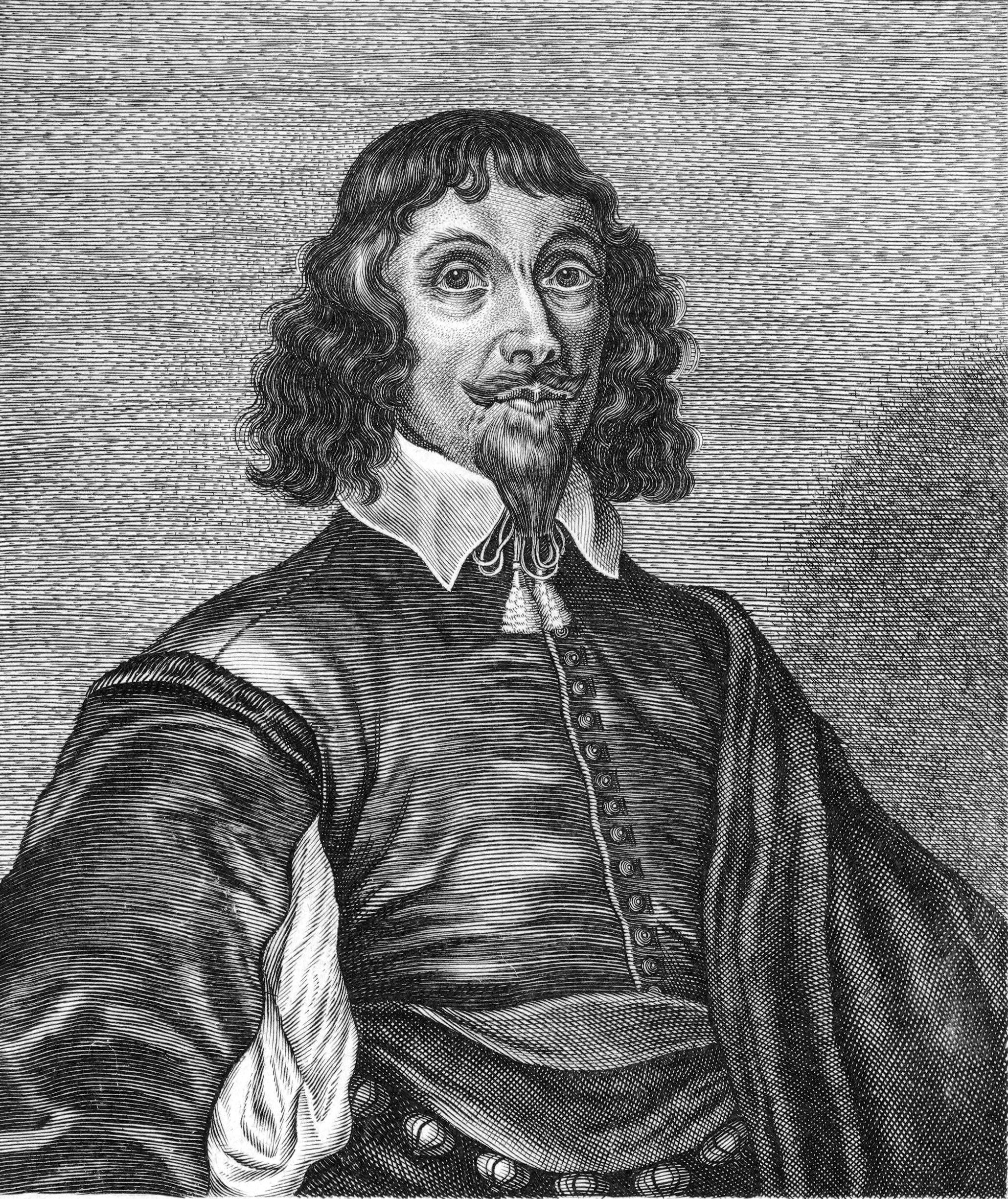
Heinrich Scheidemann.

Heinrich Scheidemann ricevette i rudimenti musicali dal padre David, il quale fu organista a Wöhrden e successivamente, dal 1604, presso la Katharinenkirche (Chiesa di santa Caterina) di Amburgo. Dal 1611 al 1614 intraprese insieme all'amico Jacob Praetorius uno studio triennale ad Amsterdam sotto la guida del celebre organista Jan Pieterszoon Sweelinck. Queste lezioni impartite dal musicista olandese furono finanziate dalla principali chiese amburghesi, le quali desideravano avere in futuro organisti che si fossero formati musicalmente con i migliori maestri del tempo, come Sweelinck.
Nel 1629 Heinrich Scheidemann succedette a suo padre nella carica di organista alla Chiesa di santa Caterina, posizione che tenne sino alla morte. Grazie ai suoi lavori e al suo influsso che esercitò su altri organisti e cantori egli fu molto stimato nell'ambiente musicale amburghese. Esaminò inoltre numerosi organi nella Germania settentrionale. Tra i suoi allievi si ricorda Johann Adam Reincken, il quale seguì le orme del maestro nella carica d'organista a santa Caterina.
Heinrich Scheidemann è considerato tra i fondatori della scuola organistica della Germania settentrionale, la quale unì lo stile di Sweelinck con la tradizione innovativa della Germania del Nord. La sua opera comprende principalmente preamboli (preludi ai corali), corali per organo, Magnificat, canti sacri, Kyrie e composizioni di danze.

## Opere per organo (elenco non completo)
- Magnificat I. Toni (4 Verse)
- Magnificat II. Toni (4 Verse)
- Magnificat III. Toni (4 Verse)
- Magnificat IV. Toni (4 Verse)
- Magnificat V. Toni (4 Verse)
- Magnificat VI. Toni (4 Verse)
- Magnificat VII. Toni (4 Verse)
- Magnificat VIII. Toni (4 Verse)
- Magnificat VIII. Toni (1 Vers)

- Praeambulum in C
- Praeambulum in G-Dur
- Praeambulum in d-Moll
- Fuge in d-Moll
- Verbum caro factum est
- Dixit Maria ad Angelum
- Benedicam Dominum in omni tempore
- Surrexit pastor bonus
- Te Deum laudamus
- Canzon in G